# Aeródromo Panimávida
El Aeródromo Panimávida (OACI: SCIV) es un terminal aéreo ubicado cerca de Panimávida, en la Provincia de Linares, Región del Maule, Chile. Es de propiedad pública.